# Alfred Ebeling (Radsportler)
Alfred Ebeling (* 15. März 1906 in Aachen; † 20. Jahrhundert oder 21. Jahrhundert) war ein deutscher Radrennfahrer.

## Sportliche Laufbahn
Ebeling war im Straßenradsport aktiv. Er begann mit 16 Jahren in Aachen im Verein RC Zugvogel 1909 Aachen mit dem Radsport. Als Amateur wurde er 1927 Zweiter der nationalen Meisterschaft im Straßenrennen hinter Heinrich Kessmeier. Hinter seinem Landsmann Rudolf Wolke wurde er Dritter der niederländischen Olympia’s Tour und gewann dort eine Etappe. Danach fuhr er verstärkt Bahnrennen und Querfeldeinrennen (heutige Bezeichnung Cyclocross). Zweimal gewann er den Großen Straßenpreis der Westmark. 1927, in seiner erfolgreichsten Saison, gewann er unter anderem Rund um Düren, den Großen Straßenpreis von Aachen und den Großen Diamant-Preis. In der Olympia’s Tour wurde er Zweiter. Gemeinsam mit Rudolf Wolke führte er die Rangliste der deutschen Straßenamateure an.
1928 wurde er Berufsfahrer und gewann in seiner ersten Profisaison das Eintagesrennen Rund um Frankfurt. 1931 fuhr er wieder eine Saison als Amateur, dann wieder als Profi. Er blieb bis 1937 als Radprofi aktiv und erreichte noch einige vordere Platzierungen in deutschen Straßenrennen wie bei Rund um Berlin oder im Großen Sachsenpreis.